# Entypophana lujai
Entypophana lujai är en skalbaggsart som beskrevs av Moser 1917. Entypophana lujai ingår i släktet Entypophana och familjen Melolonthidae. Inga underarter finns listade i Catalogue of Life.